# Podział administracyjny Seszeli
Seszele są podzielone na 25 dystryktów, które obejmują wyłącznie Wyspy Wewnętrzne; Wyspy Zewnętrzne nie należą do żadnego dystryktu. Osiem dystryktów tworzy aglomerację Victorii, czternaście obejmuje pozostałą część wyspy Mahé, dwa znajdują się na wyspie Praslin i jeden na wyspie La Digue, który obejmuje także kilka wysp na północny zachód od Mahé (Silhouette, North Island) oraz wyspy koralowe na północ od Wysp Wewnętrznych (Denis, Bird).

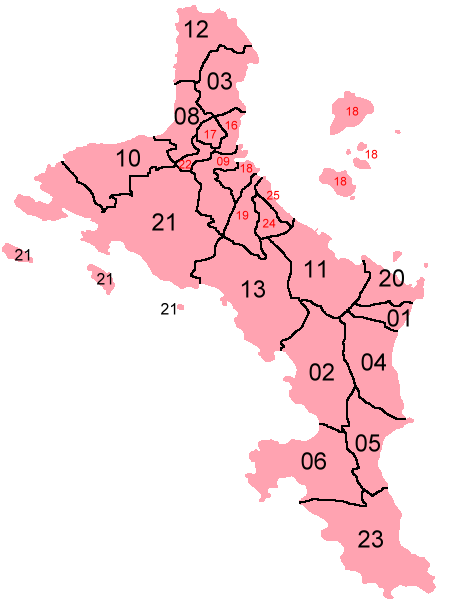
Dystrykty na wyspie Mahé
Na czerwono zaznaczono aglomerację Victorii.

Dwa dystrykty na wyspie Praslin

| Lp.1 | Dystrykt              | Powierzchnia km² | Liczba ludności 2002 | Liczba ludności 2009 | Region           |
| ---- | --------------------- | ---------------- | -------------------- | -------------------- | ---------------- |
| 1.   | Anse aux Pins         | 2,2              | 3535                 | 3590                 | Mahé             |
| 2.   | Anse Boileau          | 12,0             | 3994                 | 4089                 | Mahé             |
| 3.   | Anse Etoile           | 5,8              | 4272                 | 4905                 | Mahé             |
| 4.   | Au Cap                | 8,7              | 2997                 | 3659                 | Mahé             |
| 5.   | Anse Royale           | 6,6              | 3688                 | 3732                 | Mahé             |
| 6.   | Baie Lazare           | 12,1             | 2957                 | 3154                 | Mahé             |
| 7.   | Baie Sainte Anne      | 25,1             | 3655                 | 3154                 | Praslin          |
| 8.   | Beau Vallon           | 4,3              | 3797                 | 4049                 | Mahé             |
| 9.   | Bel Air               | 4,7              | 2900                 | 2947                 | Victoria         |
| 10.  | Bel Ombre             | 9,2              | 3538                 | 4070                 | Mahé             |
| 11.  | Cascade               | 10,4             | 3439                 | 3996                 | Mahé             |
| 12.  | Glacis                | 7,0              | 3576                 | 4064                 | Mahé             |
| 13.  | Grand’ Anse (Mahé)    | 15,4             | 2587                 | 2778                 | Mahé             |
| 14.  | Grand’ Anse (Praslin) | 14,4             | 3335                 | 3528                 | Praslin          |
| 15.  | La Digue              | 41,7             | 2099                 | 2214                 | La Digue         |
| 16.  | La Riviere Anglaise   | 1,7              | 3624                 | 4157                 | Victoria         |
| 17.  | Mont Buxton           | 1,2              | 3107                 | 3102                 | Victoria         |
| 18.  | Mont Fleuri           | 6,1              | 3611                 | 3877                 | Victoria         |
| 19.  | Plaisance             | 3,4              | 3399                 | 3607                 | Victoria         |
| 20.  | Pointe La Rue         | 3,9              | 2715                 | 3172                 | Mahé             |
| 21.  | Port Glaud            | 26,7             | 2174                 | 2325                 | Mahé             |
| 22.  | Saint Louis           | 1,1              | 3325                 | 3359                 | Victoria         |
| 23.  | Takamaka              | 14,4             | 2589                 | 2580                 | Mahé             |
| 24.  | Les Mamelles          | 1,8              | 2352                 | 2480                 | Victoria         |
| 25.  | Roche Caïman          | 1,2              | 2652                 | 2828                 | Victoria         |
| 26.2 | Wyspy Zewnętrzne      | 211,3            | 1250                 | 1115                 | Wyspy Zewnętrzne |
|      | Seszele               | 455,0            | 81177                | 87298                |                  |

1 Zgodnie z ISO

2 nie należy do żadnego dystryktu